# Smittoidea sigillata
Smittoidea sigillata är en mossdjursart som först beskrevs av Jullien 1888.  Smittoidea sigillata ingår i släktet Smittoidea och familjen Smittinidae. Inga underarter finns listade i Catalogue of Life.